# Charles Janet

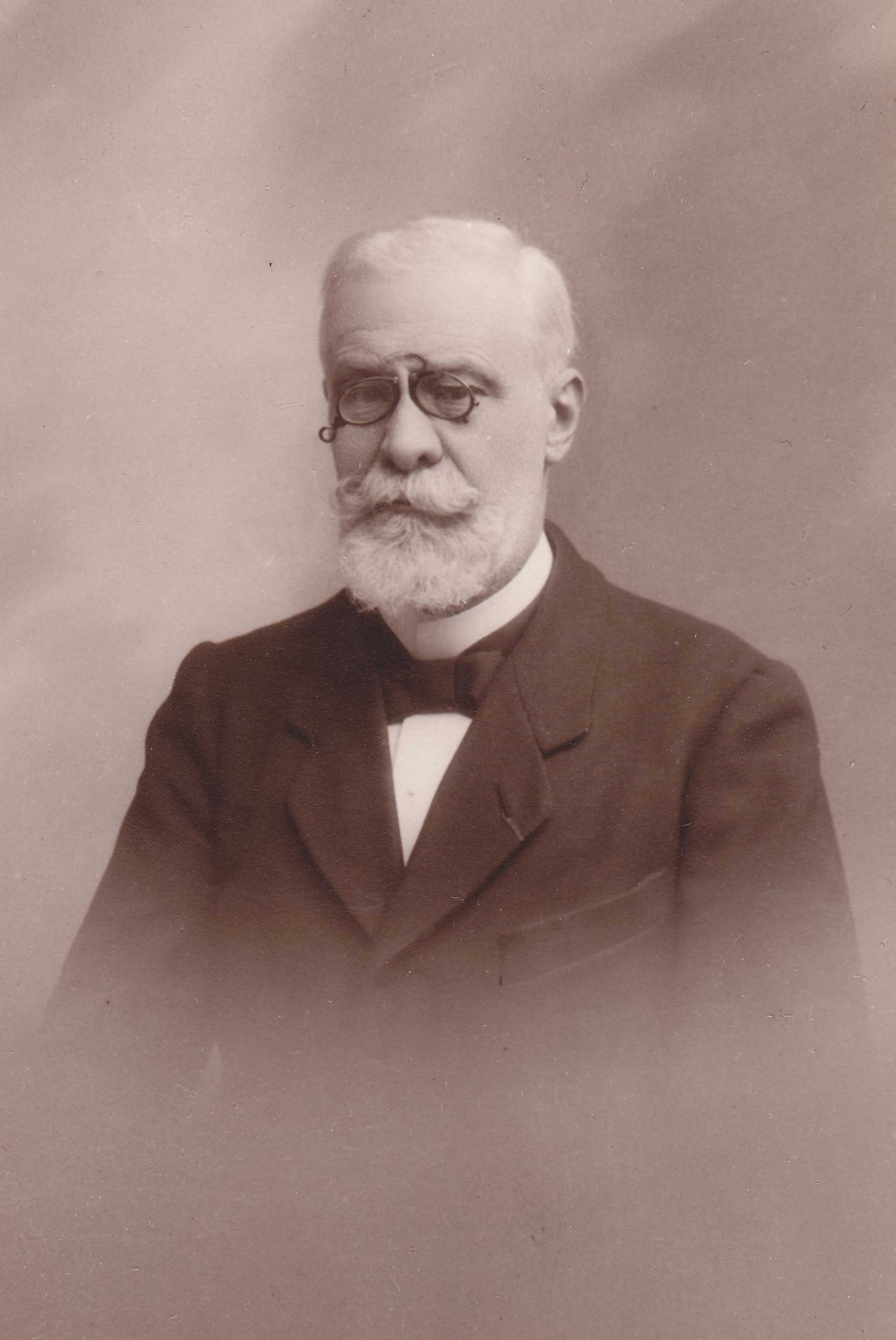
Charles Janet

Charles Janet (* 15. Juni 1849 in Paris; † 7. Februar 1932 in Voisinlieu, Beauvais) war ein französischer Ingenieur, Fabrikdirektor, Erfinder und Naturforscher auf unterschiedlichsten Gebieten.

## Leben
Janet studierte an der École des Arts et Manufactures de Paris und wurde Ingenieur. 1877 heiratete er die Tochter Berthe des reichen Bürstenfabrik-Besitzers Alphonse Dupont und leitete die damals bekannte Bürstenfabrik in Beauvais, bis er die Leitung 1895 abgab. 1924 wurde er Präsident der Société Jean Dupont & Cie. Er war nicht nur ein erfolgreicher Geschäftsmann, sondern interessierte sich auch privat für Naturwissenschaften und studierte nebenbei an der Sorbonne, an der er auch promovierte. Ab 1882 begann er über naturwissenschaftliche Themen zu veröffentlichen (über die Geologie des Pariser Beckens).
Janet wohnte mit seiner Familie (er hatte sieben Kinder, einer seiner Söhne war ein bekannter Flieger im Ersten Weltkrieg) in einer prächtigen Villa des Roses in Beauvais (Voisinlieu), die früher Paul Wallet gehörte, der dort 1863 bis 1865 den Maler Jean-Baptiste Camille Corot beherbergte, der im Park unter anderem die L'église de Marissel im Louvre malte. Die Villa stand nach dem Zweiten Weltkrieg, als sie von den deutschen Besatzern genutzt wurde, lange leer und wurde 1972 abgerissen.

## Werk
Er ist für seine Linksstufen-Anordnung des Periodensystems bekannt (Left-Step Table, nach der Wiederentdeckung seiner Beiträge um 2010). Die Veröffentlichungen dazu, die ab 1927 erfolgten, wurden privat gedruckt und fanden nur beschränkte Verbreitung, seine einzige englische Veröffentlichung dazu gab seine Ideen nicht adäquat wieder. Ursprünglich ordnete er die Elemente als Schraubenlinie auf vier ineinandergeschachtelten Zylindern an. Mit geometrischen Transformationen leitete er daraus unter anderem die Linksstufen-Anordnung ab, die später gute Übereinstimmung mit dem Aufbau nach der Quantenmechanik zeigte (Aufbauprinzip mit Madelung-Regel) – wobei in Wirklichkeit Anomalien bezüglich dieser Regel auftreten, die das System nicht beschreibt. Er platzierte im Gegensatz zu gängigen Anordnungen des Periodensystems die s-Blöcke rechts, dann links davon die p, d und f-Blöcke. Jede Spalte entsprach einem konstanten Wert der Summe {\displaystyle n+l} aus Hauptquantenzahl und Drehimpuls. Elemente jenseits von 120 gab es nach ihm nicht.
Er spekulierte über ein Element aus zwei Neutronen, dass er an die Stelle Null setzte, und ein Spiegelbild des ganzen Systems mit negativer Nummerierung (Antimaterie). Er sagte auch Deuterium vorher, wobei sein System vor der Entdeckung von Antimaterie, Deuterium oder Neutron entstand.
Zwanzig Jahre vor Glenn Seaborg erkannte er auch, dass die 7. Periode genauso viel Elemente wie die 6. Periode enthielt und den Lanthaniden der 6. Periode  die Actiniden in der 7. Periode entsprachen.
In der Biologie stellte er Photographien von Mikroskopbildern her und untersuchte die Morphologie der Köpfe von Wespen, Bienen und Ameisen, befasste sich allgemein mit Bienen und Ameisen, aber auch Süßwasseralgen, mit Botanik und veröffentlichte über Evolutionslehre. Als Erfinder stellte er zum Beispiel Glaskästen her, die freie Sicht auf das Innere von Ameisenkolonien erlaubten und große Aufmerksamkeit fanden. 1899 wurde er Präsident der französischen zoologischen Gesellschaft.
Seine Veröffentlichungen umfassen rund 4000 Seiten mit 700 Abbildungen.
Janet befasste sich auch mit Geologie und Paläontologie. Er hatte eine Sammlung von rund 50.000 Fossilien und Naturalien, die nach seinem Tod zerstreut wurde.

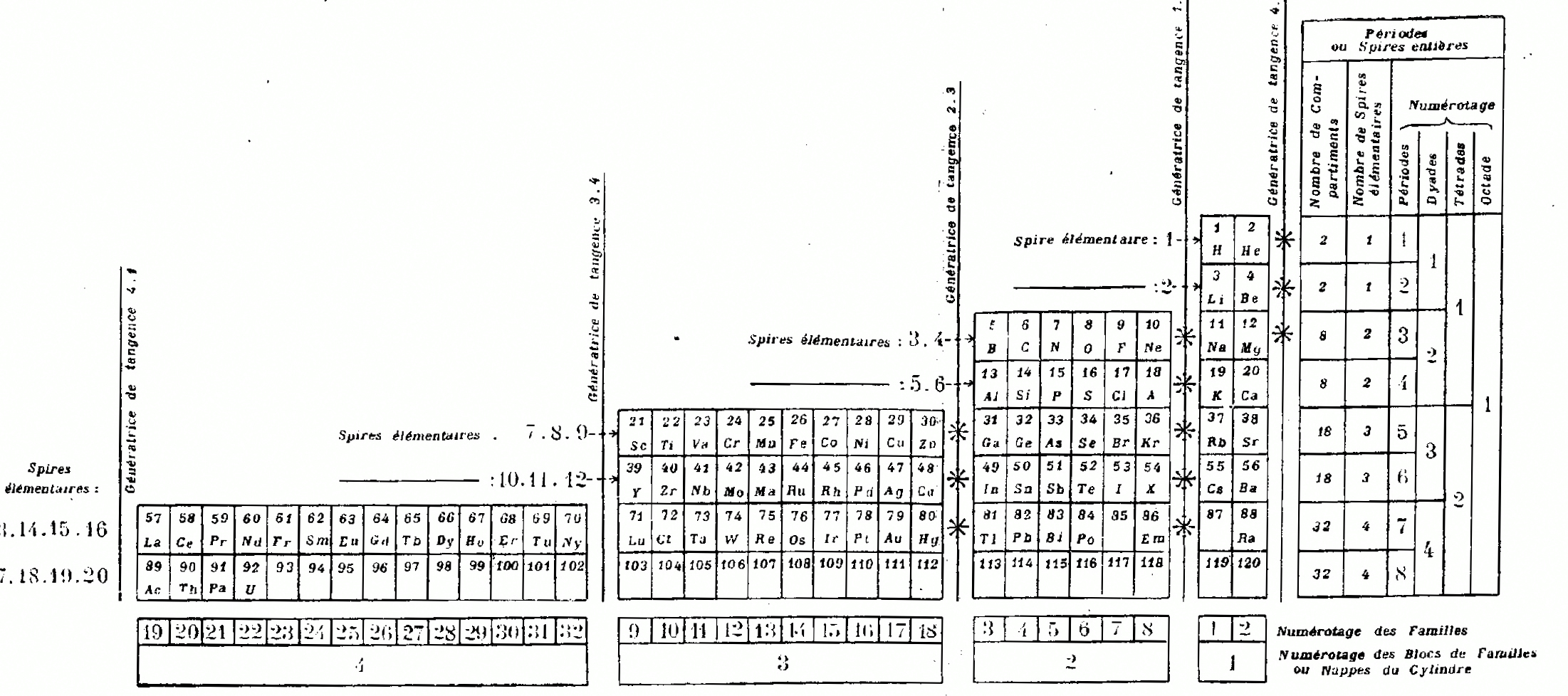
Periodensystem von Janet

## Schriften
- La structure du noyau de l’atome considérée dans la classification périodique des Eléments Chimiques, Imprimerie Départementale de l’Oise, Beauvais, 1927.
- Concordance de l’arrangement quantique de base des électrons planétaires des atomes avec la classification scalariforme hélicoıdale des elements chimiques, Beauvais  Imprimerie Départementale de l’Oise, Beauvais, 1930.